# Franey
Franey ist eine französische Gemeinde mit 267 Einwohnern (Stand: 1. Januar 2022) im Département Doubs in der Region Bourgogne-Franche-Comté.

## Geographie
Franey liegt auf einer Höhe von 212 m über dem Meeresspiegel, etwa 16 Kilometer westlich der Stadt Besançon (Luftlinie). Das Dorf erstreckt sich in der leicht gewellten Landschaft zwischen den Flussläufen von Doubs im Süden und Ognon im Norden, am westlichen Rand der breiten Talmulde des Ruisseau de Recologne.
Die Fläche des 3,38 km² großen Gemeindegebiets umfasst einen Abschnitt südlich des Ognon. Das Gebiet ist leicht gewellt und überwiegend von Acker- und Wiesland bestanden, daneben gibt es auch einige kleinere Waldflächen. Von Süden nach Norden wird es von der teilweise mehr als einen Kilometer breiten Talung des Ruisseau de Recologne (auch Ruisseau du Breuil genannt) durchquert, der für die Entwässerung zum Ognon sorgt. Auf beiden Seiten wird das Tal von Anhöhen flankiert, welche die Talaue meist nicht mehr als 50 Meter überragen. Mit 287 m wird auf der plateauartigen Anhöhe westlich des Dorfes die höchste Erhebung von Franey erreicht.
Nachbargemeinden von Franey sind Ruffey-le-Château und Recologne im Norden, Placey im Osten, Lavernay im Süden sowie Burgille im Westen.

## Geschichte
Seit dem frühen 15. Jahrhundert unterstand Franey der Herrschaft der Abtei Saint-Paul von Besançon, welche hier einen Herrschaftssitz erbauen ließ. Zusammen mit der Franche-Comté gelangte das Dorf mit dem Frieden von Nimwegen 1678 definitiv an Frankreich.

## Sehenswürdigkeiten
Die Dorfkirche Sainte-Madeleine in Franey stammt aus dem 18. Jahrhundert. Ebenfalls sehenswert ist das Fontaine-Lavoir auf dem Dorfplatz.

## Bevölkerung
| Jahr                       | 1962 | 1968 | 1975 | 1982 | 1990 | 1999 | 2006 | 2016 |
| Einwohner                  | 67   | 130  | 131  | 131  | 180  | 239  | 264  | 275  |
| Quellen: Cassini und INSEE |      |      |      |      |      |      |      |      |

Mit 267 Einwohnern (Stand 1. Januar 2022) gehört Franey zu den kleinen Gemeinden des Départements Doubs. Nachdem die Einwohnerzahl in der ersten Hälfte des 20. Jahrhunderts deutlich abgenommen hatte (1891 wurden noch 128 Personen gezählt), wurde seit Mitte der 1960er Jahre wieder ein kräftiges Bevölkerungswachstum verzeichnet. Seither hat sich die Einwohnerzahl vervierfacht.

## Wirtschaft und Infrastruktur
Franey war bis weit ins 20. Jahrhundert hinein ein vorwiegend durch die Landwirtschaft (Ackerbau, Obstbau und Viehzucht) geprägtes Dorf. Daneben gibt es heute einige Betriebe des lokalen Kleingewerbes. Mittlerweile hat sich das Dorf auch zu einer Wohngemeinde gewandelt. Viele Erwerbstätige sind Wegpendler, die in der Agglomeration Besançon ihrer Arbeit nachgehen.
Die Ortschaft liegt abseits der größeren Durchgangsachsen an einer Departementsstraße, die von Saint-Vit nach Recologne führt. Der nächste Anschluss an die Autobahn A36 befindet sich in einer Entfernung von ungefähr zwölf Kilometern. Eine weitere Straßenverbindung besteht mit Burgille.